# Ozarba bascura
Ozarba bascura là một loài bướm đêm trong họ Noctuidae.